# Алдешть (Вилча)
Алдешть, Алдешті (рум. Aldești) — село у повіті Вилча в Румунії. Входить до складу комуни Голешть.
Село розташоване на відстані 148 км на північний захід від Бухареста, 6 км на південний схід від Римніку-Вилчі, 95 км на північний схід від Крайови, 113 км на південний захід від Брашова.

## Населення
За даними перепису населення 2002 року у селі проживали 446 осіб, усі — румуни. Усі жителі села рідною мовою назвали румунську.